# 고나카촌
고나카촌(일본어: 小中村)은 일본 가나가와현 오즈미군, 나카군에 존재했던 촌이다. 현재의 히라쓰카시에 해당한다.

## 역사
- 1889년 4월 1일 - 정촌제 시행에 의해 오즈군 고나카촌이 성립하였다.
- 1896년 3월 26일 - 오즈미군이 유루기군과 통합해, 나카군 고나카촌이 되었다.
- 1909년 4월 1일 - 야마세촌과 합병해,, 아사히촌이 성립하여, 동일 고나카촌은 폐지되었다.
- 1954년 7월 15일 - 아사히촌이 히라쓰카시에 편입되었다.

## 참고 문헌
- 角川日本地名大辞典編纂委員会,『角川日本地名大辞典 神奈川県』1984, 角川書店